# Rzeź Trubeckiego

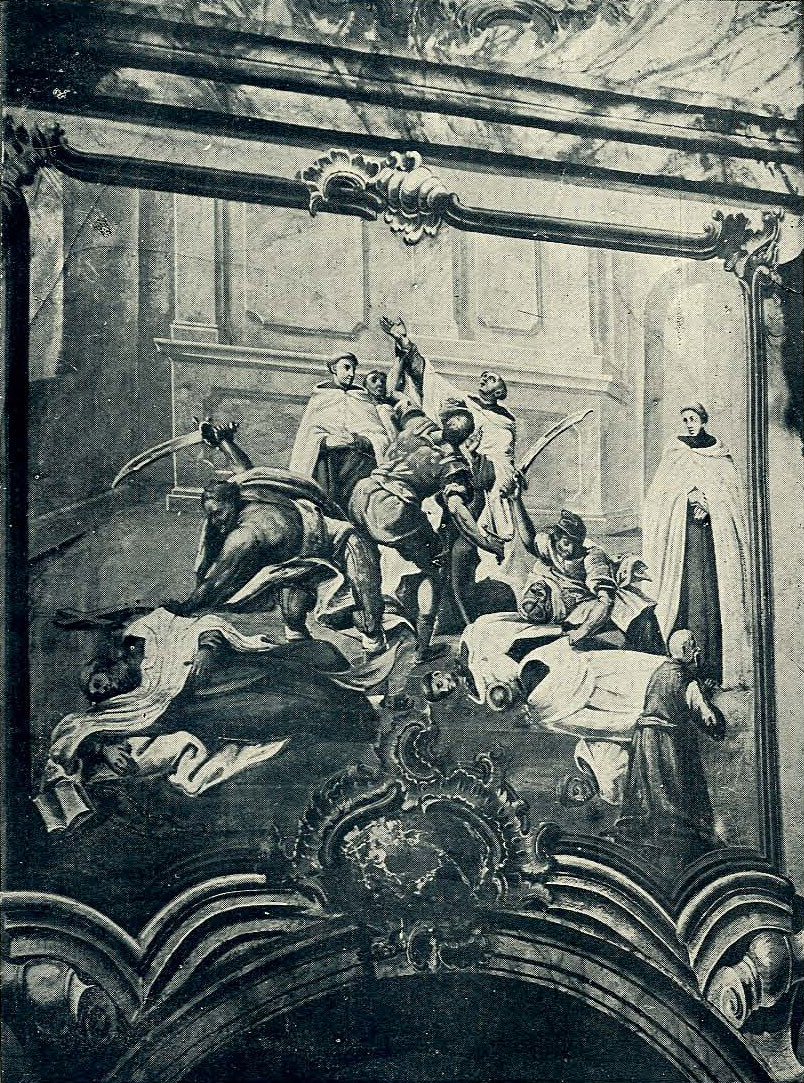
Fresk przedstawiający rzeź karmelitów w kościele Wniebowzięcia Najświętszej Maryi Panny i klasztorze Karmelitów w Mścisławiu

Rzeź Trubeckiego (ros. Взятие Мстиславля) – pogrom cywilnej ludności Mścisławia (obecnie Białoruś), dokonany 22 lipca 1654 przez wojska rosyjskie pod wodzą kniazia Aleksego Nikitycza Trubeckiego.
W czasie kampanii letniej roku 1654 (w ramach wojny polsko-rosyjskiej 1654–1667) główne zgrupowanie wojsk moskiewskich uderzyło w kierunku na Mińsk. Jednocześnie z południa jego marsz ubezpieczały wojska Trubeckiego, próbujące 18 lipca szturmem zdobyć Mścisław. Miasta broniła okoliczna litewska szlachta i mieszczanie pod wodzą Jana Statkiewicza. Do obrońców miasta należał Aleksander Iwicki herbu Kuszaba, zabity podczas walk o miasto.
Sytuację broniących dodatkowo skomplikował fakt ucieczki części załogi miasta, która opuściła gród pod pretekstem wycieczki. Mścisław upadł 22 lipca, a Rosjanie dokonali rzezi jego ludności. Zginęło wówczas 15 tysięcy osób, w tym kobiety i dzieci. Przy życiu pozostawiono 700 rzemieślników, którzy byli potrzebni państwu moskiewskiemu, a których przesiedlono później w głąb Rosji. Mieszkańców Mścisławia nazywano odtąd niedosiekami.